# Råholmen, Helsingfors
Råholmen (även Rajholmen, finska: Rajasaari),  är en ö i Finska viken och i stadsdelen Bortre Tölö i Helsingfors.
Öns area är 6,4 hektar och dess största längd är 450 meter i sydöst-nordvästlig riktning. Teater Viirus var verksam där under mer än 15 år, men efter att Helsingfors stad 2007 ändrat stadsplanen för området tvingades man att söka nya lokaler.